# Campeonato da Europa de Atletismo de 2012 - 1500 m masculino
A prova dos 1500 metros masculino do Campeonato da Europa de Atletismo de 2012 foi disputada entre os dias 30 de junho e 1 de julho de 2012 no Estádio Olímpico de Helsinque em Helsinque,  na Finlândia. 

## Recordes
Antes desta competição, os recordes mundiais e do campeonato nesta prova eram os seguintes:
|                       | Nome               | Nacionalidade | Tempo    | Local    | Data                 |
| --------------------- | ------------------ | ------------- | -------- | -------- | -------------------- |
| Recorde mundial       | Hicham El Guerrouj | Marrocos      | 3m26s00  | Roma     | 14 de julho de 1998  |
| Recorde do campeonato | Fermín Cacho       | Espanha       | 3m35s 27 | Helsinki | 9 de agosto de 1994  |
| Recorde europeu       | Fermín Cacho       | Espanha       | 3m28s95  | Zurique  | 13 de agosto de 1997 |

## Medalhistas
| Ouro                      | Prata                  | Bronze             |
| Henrik Ingebrigtsen (NOR) | Florian Carvalho (FRA) | David Bustos (ESP) |

## Cronograma
Todos os horários são locais (UTC+3).
| Data        | Hora  | Evento  |
| ----------- | ----- | ------- |
| 30 de junho | 13:45 | Bateria |
| 1 de julho  | 18:50 | Final   |

## Resultados

### Bateria
Qualificação: 4 atletas de cada bateria (Q) mais os 4 melhores qualificados (q). 
| Posição | Bateria | Raia | Atleta              | Nacionalidade | Tempo   | Notas                |
| ------- | ------- | ---- | ------------------- | ------------- | ------- | -------------------- |
| 1       | 1       | 5    | Andreas Vojta       | Áustria       | 3:41.24 | Q                    |
| 2       | 1       | 9    | İlham Tanui Özbilen | Turquia       | 3:41.38 | Q                    |
| 3       | 1       | 14   | Dmitrijs Jurkevičs  | Letônia       | 3:41.45 | Q                    |
| 4       | 1       | 7    | Florian Carvalho    | França        | 3:41.50 | Q                    |
| 5       | 1       | 11   | Hélio Gomes         | Portugal      | 3:41.56 | q                    |
| 6       | 1       | 10   | Abdellah Haidane    | Itália        | 3:41.61 | q                    |
| 7       | 1       | 13   | Bartosz Nowicki     | Polónia       | 3:41.82 | q                    |
| 8       | 1       | 12   | Goran Nava          | Sérvia        | 3:41.96 | q                    |
| 9       | 1       | 8    | Andreas Bueno       | Dinamarca     | 3:42.81 |                      |
| 10      | 1       | 2    | Mateusz Demczyszak  | Polónia       | 3:43.97 |                      |
| 11      | 2       | 4    | Niclas Sandells     | Finlândia     | 3:45.74 | Q                    |
| 12      | 2       | 1    | Florian Orth        | Alemanha      | 3:45.87 | Q                    |
| 13      | 2       | 14   | David Bustos        | Espanha       | 3:46.12 | Q                    |
| 14      | 2       | 2    | Henrik Ingebrigtsen | Noruega       | 3:46.14 | Q                    |
| 15      | 2       | 3    | Álvaro Rodríguez    | Espanha       | 3:46.33 |                      |
| 16      | 2       | 9    | Raul Botezan        | Roménia       | 3:46.39 |                      |
| 17      | 1       | 6    | Carsten Schlangen   | Alemanha      | 3:46.52 |                      |
| 18      | 2       | 8    | Gregory Beugnet     | França        | 3:46.53 |                      |
| 19      | 1       | 4    | Siarhei Krylou      | Bielorrússia  | 3:46.93 | Recorde da temporada |
| 20      | 2       | 6    | Brenton Rowe        | Áustria       | 3:47.18 |                      |
| 21      | 2       | 11   | Paul Robinson       | Irlanda       | 3:47.26 |                      |
| 22      | 2       | 13   | Thomas Lancashire   | Grã-Bretanha  | 3:47.80 |                      |
| 23      | 2       | 10   | Krzysztof Żebrowski | Polónia       | 3:48.00 |                      |
| 24      | 2       | 5    | Kemal Koyuncu       | Turquia       | 3:48.01 |                      |
| 25      | 2       | 7    | Stefan Breit        | Suíça         | 3:50.79 |                      |
| 26      | 2       | 12   | David Karonei       | Luxemburgo    | 3:50.93 |                      |
| 27      | 1       | 3    | Thomas Solberg Eide | Noruega       | 3:54.46 |                      |
| 28      | 1       | 1    | Manuel Olmedo       | Espanha       | DNF     |                      |

### Final
| Posição           | Raia | Atleta              | Nacionalidade | Tempo   | Notas |
| ----------------- | ---- | ------------------- | ------------- | ------- | ----- |
| Medalha de ouro   | 11   | Henrik Ingebrigtsen | Noruega       | 3:46.20 |       |
| Medalha de prata  | 10   | Florian Carvalho    | França        | 3:46.33 |       |
| Medalha de bronze | 7    | David Bustos        | Espanha       | 3:46.45 |       |
| 4                 | 9    | Hélio Gomes         | Portugal      | 3:46.50 |       |
| 5                 | 1    | Bartosz Nowicki     | Polónia       | 3:46.69 |       |
| 6                 | 2    | Dmitrijs Jurkevičs  | Letônia       | 3:47.36 |       |
| 7                 | 3    | Goran Nava          | Sérvia        | 3:47.74 |       |
| 8                 | 5    | Abdellah Haidane    | Itália        | 3:47.79 |       |
| 9                 | 12   | Andreas Vojta       | Áustria       | 3:53.23 |       |
| 10                | 8    | Florian Orth        | Alemanha      | 3:58.54 |       |
| 11                | 6    | Niclas Sandells     | Finlândia     | 4:03.34 |       |
| 12 !              | 4    | İlham Tanui Özbilen | Turquia       | 3:46.85 | DSQ   |

Legenda
| Recorde mundial       | Recorde mundial (World record)               |                       | Recorde africano                      | Recorde africano (African) |                                           | Q | Classificado por posição (Qualified) |
| Recorde do campeonato | Recorde do campeonato (Championship record)  | Recorde da América    | Recorde da América (Americas)         | q                          | Classificado por melhor tempo (Qualified) |   |                                      |
| Melhor marca do ano   | Melhor marca do ano (World leading)          | Recorde asiático      | Recorde asiático (Asian)              | DNS                        | Não largou (Did not start)                |   |                                      |
| Recorde nacional      | Recorde nacional (National record)           | Recorde europeu       | Recorde europeu (European)            | DNF                        | Não terminou (Did not finish)             |   |                                      |
| Recorde pessoal       | Recorde pessoal do atleta (Personal best)    | Recorde da Oceania    | Recorde da Oceania (Oceania)          | DSQ / DQ                   | Desclassificado (Disqualified)            |   |                                      |
| Recorde da temporada  | Recorde da temporada do atleta (Season best) | Recorde sul-americano | Recorde sul-americano (South America) | NM                         | Sem marca (No mark)                       |   |                                      |